# Parc national de Macédoine-Orientale-et-Thrace
Le parc national de Macédoine-Orientale-et-Thrace (en grec moderne : Εθνικό Πάρκο Ανατολικής Μακεδονίας-Θράκης) est un parc national situé dans le nord-est de la Grèce. Créé en 2008, il rassemble la plus grande superficie de zones humides d'importance internationale concernées par la convention de Ramsar en Grèce.

## Géographie

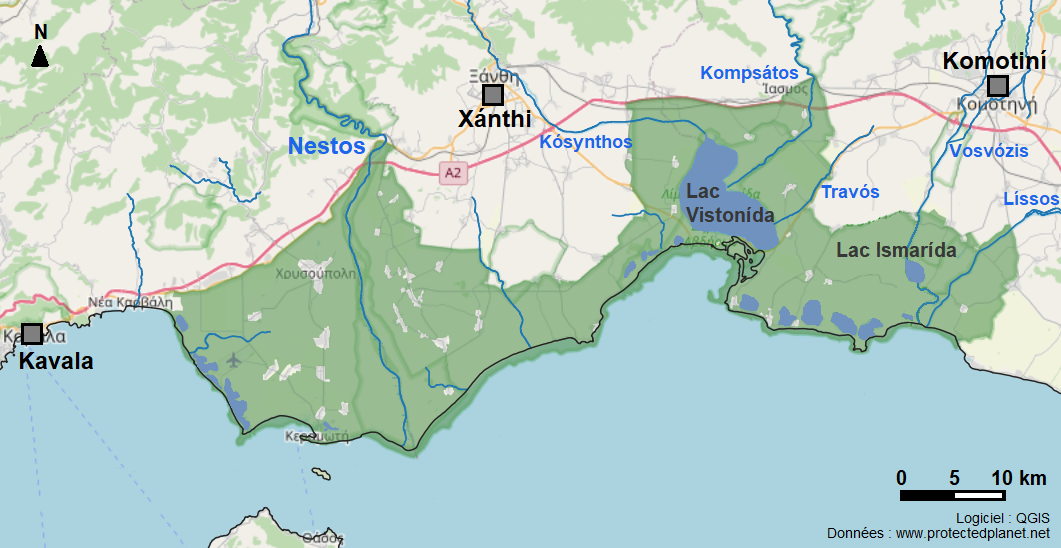
Emprise du parc national de Macédoine-Orientale-et-Thrace en vert.

Le parc national de Macédoine-Orientale-et-Thrace s'étend le long de la mer de Thrace, de la côte orientale du golfe de Kavála à l'ouest jusqu'au sud de Komotiní à l'est. Sa limite septentrionale est pour partie bornée par l'autoroute A2 et le massif du Lekáni (el), bien que les plaines agricoles autour de Xánthi et de Komotiní repoussent l'emprise du parc plus près de la mer. D'une superficie totale de près de 930 km2, le parc englobe plusieurs centaines de mètres de section maritime le long du trait de côte mais n'inclut pas les zones habitées.
Le parc national comprend trois principaux sous-espaces naturels relativement indépendants d'un point de vue géographique et écologique :
- le delta du Nestos et sa zone riparienne (surnommée Kotzá Ormán), frontière naturelle entre la Macédoine et la Thrace occidentale. L'ouest de l'embouchure, sur la côte orientale du golfe de Kavála, égrène plusieurs lagunes exploitées pour la production piscicole à proximité de l'aéroport international Alexandre le Grand de Kavála.
- le lac Vistonída, quatrième plus grand lac de Grèce, est relié à la mer par des canaux dans le village de Lágos. Ses eaux présentent différents niveaux de salinité, les entrées maritimes étant compensées par l'eau douce des trois principaux affluents du lac que sont le Kompsátos (en), le Kósynthos (el) et le Travós (el). Intensivement exploité en aquaculture, il représentait à lui seul près du tiers de la production piscicole des lagunes de Grèce en 2000[3].
- le lac d'eau douce Ismarída (communément appelé lac Mitrikoú), situé à environ 3 km à l'intérieur des terres, ainsi que son affluent et émissaire le Vosvózis. Au sud-est du lac Vistonída, six ensembles d'étangs de tailles diverses jalonnent l'espace côtier jusqu'à la limite orientale du parc national formée par l'embouchure du Líssos (aussi dénommé Filioúris).

## Protection
En 1975, 46 326 ha aujourd'hui inclus dans le parc national de Macédoine-Orientale-et-Thrace ont été inscrits sur la liste des zones humides d'importance internationale établie par la convention de Ramsar de 1971,. Le réseau Natura 2000 reconnait également la valeur patrimoniale de la région à travers l’inclusion sur la liste des zones de protection spéciale (ZPS) pour les oiseaux et la liste des zones spéciales de conservation (ZSC) des habitats naturels. Enfin, le parc figure à l'inventaire des zones importantes pour la conservation des oiseaux de l'ONG Birdlife International.
En 1990, la pression anthropique liée notamment au développement urbain, à la pisciculture et à l'agriculture, a conduit la Grèce à demander le classement de la zone dans le Registre de Montreux de la convention de Ramsar,. Depuis cette date, des actions de reboisement de la zone riparienne du Nestos et des collines environnantes ont été conduites afin de limiter l'érosion des sols. La mise en service d'une station d'épuration à Komotiní a également permis de limiter les effluents se déversant dans le lac Ismarída. Néanmoins, l'équilibre environnemental de la région demeure fragile. Des pompages déraisonnés et la construction de canaux pour l'irrigation des terres agricoles tendent à la dégradation de l'aquifère de la plaine deltaïque, cette dernière étant progressivement salinisée par intrusion marine. Les barrages hydroélectriques de Thisavrós et Platanóvrisi, inaugurés en 2002, contribueraient par ailleurs à la diminution de l'apport en sédiments nécessaire à la forêt riveraine, à l'asséchement de plusieurs bras du Nestos et à l'érosion de certaines parties de la côte. Enfin, la pollution à des sources multiples et la sédimentation du lac Vistonída sont des préoccupations anciennes mais toujours prégnantes dans la région.
Le parc est confié à l'Organisme de gestion du delta du Nestos Vistonída-Ismarída et Thasos (Φορέας Διαχείρισης Δέλτα Νέστου Βιστωνίδας-Ισμαρίδας και Θάσου), entité à statut privé créée en 2003 sur décision ministérielle et située à Lágos.

## Faune
L'importante étendue d'étangs, de forêts riveraines et de dunes forme un écosystème riche, en particulier pour les oiseaux. Avec 313 espèces, la zone protégée serait le premier parc national en Grèce quant au nombre d'espèces d'oiseaux recensées. Les espèces menacées inscrites sur la liste rouge de l'UICN sont notamment l'Oie naine (Anser erythropus), le Fuligule milouin (Aythya ferina), la Tourterelle des bois (Streptopelia turtur), le Puffin de Méditerranée (Puffinus yelkouan) et l'Aigle impérial (Aquila heliaca). Le Vanneau huppé (Vanellus vanellus), l'Huîtrier pie (Haematopus ostralegus), la Barge à queue noire (Limosa limosa), la Barge rousse (Limosa lapponica), le Bécasseau cocorli (Calidris ferruginea), le Bécasseau maubèche (Calidris canutus), le Courlis cendré (Numenius arquata), le Pipit farlouse (Anthus pratensis), la Bécassine double (Gallinago media), la Grive mauvis (Turdus iliacus), le Busard pâle (Circus macrourus) et le Faucon kobez (Falco vespertinus) sont également considérés comme des espèces quasi menacées.

### Dans la zone du delta du Nestos
En 2020, 20 espèces de mammifères, 11 espèces d'amphibiens, 22 espèces de reptiles, 30 espèces de poissons d'eau douce et 277 espèces d'oiseaux (dont 180 espèces migratrices) ont été recensées dans la zone du delta du Nestos. Parmi les espèces menacées inscrites sur la liste rouge de l'UICN figurent le Pélican frisé (Pelecanus crispus), la Tortue de la mer Caspienne (Mauremys caspica) et la Tortue grecque (Testudo graeca), tandis que le Cuivré des marais (Lycaena dispar), l'Azuré des mouillères (Phengaris alcon), la Tortue d'Hermann (Testudo hermanni) et la Couleuvre à quatre raies (Elaphe quatuorlineata) sont elles considérées comme quasi menacées à l'échelle mondiale. À noter que dans la forêt riparienne du delta du Nestos vit l'une des deux seules populations de Faisans de Cholchide (Phasianus colchicus) natives et non domestiquées d'Europe. Le parc est également la seule région du continent européen, avec le delta de l'Évros, pour la nidification du Vanneau à éperons (Vanellus spinosus). La zone accueille en outre l'une des principales populations de Chacal doré (Canis aureus) en Grèce,.

### Dans la zone des lacs Vistonída et Ismarída
En 2020, 62 espèces de poissons ont été recensées dans le lac Vistonída, son bassin versant et les lagunes environnantes, dont deux (Alburnus vistonicus et Alosa vistonica (en)) sont endémiques du lac et considérées en danger critique d'extinction par l'UICN. L'anguille d'Europe (Anguilla anguilla), espèce elle aussi en danger, trouve un milieu favorable dans les différences de salinité des eaux de la région. Environ 260 espèces d'oiseaux ont été observées, dont plusieurs menacées, telles l'Érismature à tête blanche (Oxyura leucocephala), la Bernache à cou roux (Branta ruficollis), l'Aigle criard (Clanga clanga) ou quasi-menacées comme le Fuligule nyroca (Aythya nyroca). Vingt espèces de mammifères, dont la Loutre d'Europe (Lutra lutra), dix-neuf espèces de reptiles parmi lesquelles la Cistude (Emys orbicularis), onze espèces d'amphibiens, plusieurs invertébrés dont le Lucane cerf-volant (Lucanus cervus), complètent le catalogue faunistique de la partie orientale du parc national,.

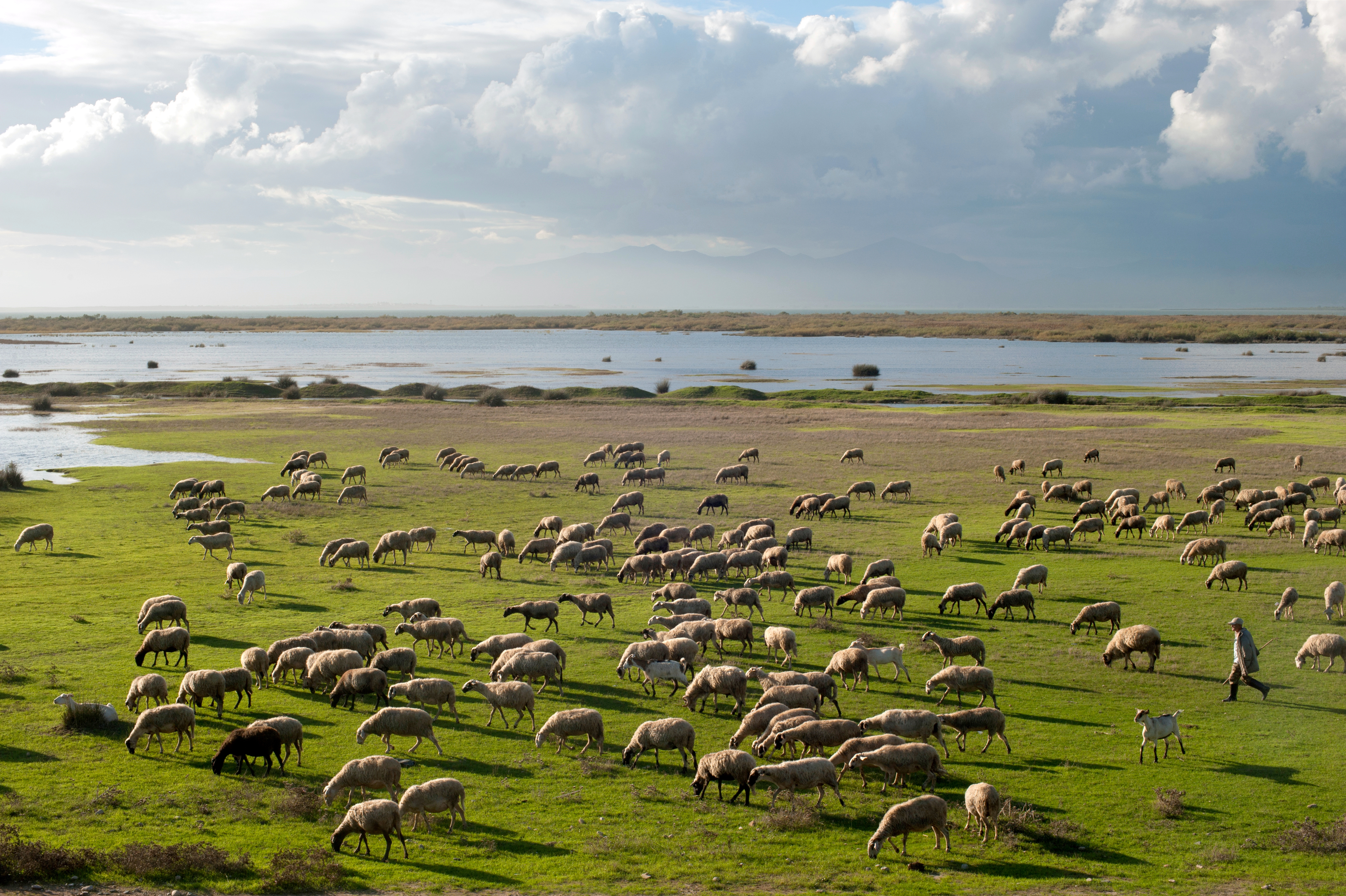
Moutons aux abords du lac Vistonída.
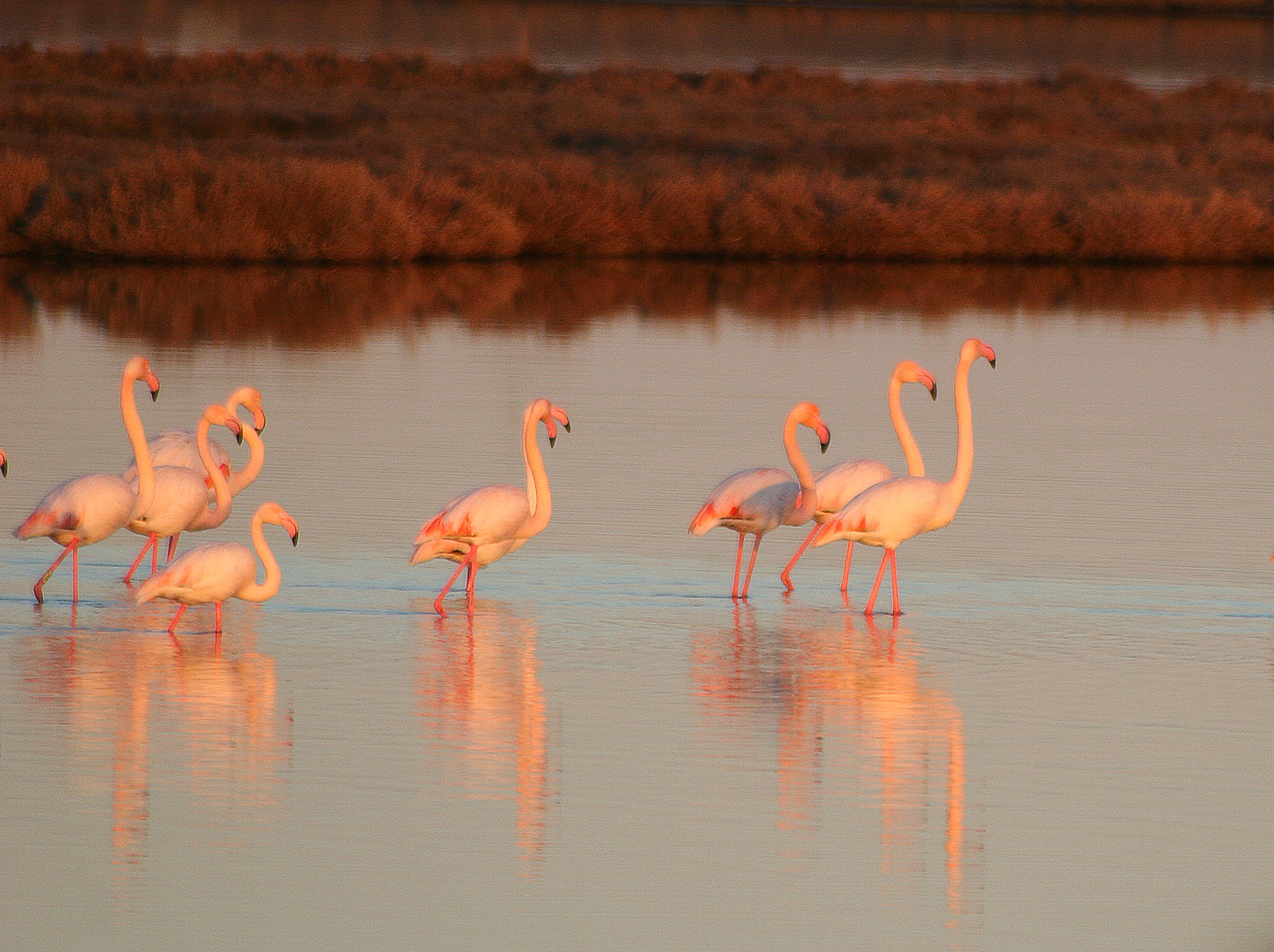
Flamants roses au lac Vistonída.
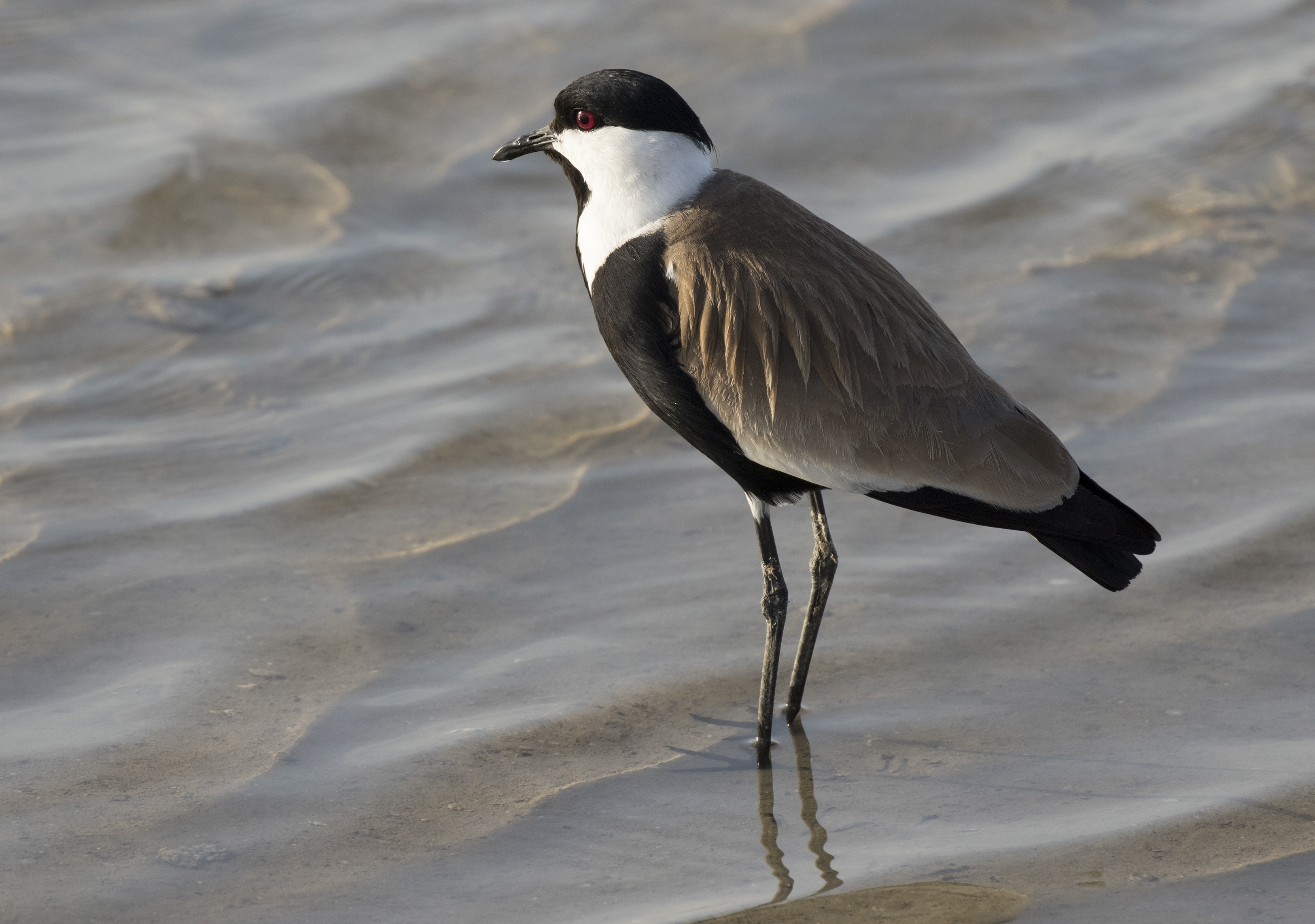
Vanneau à éperons.
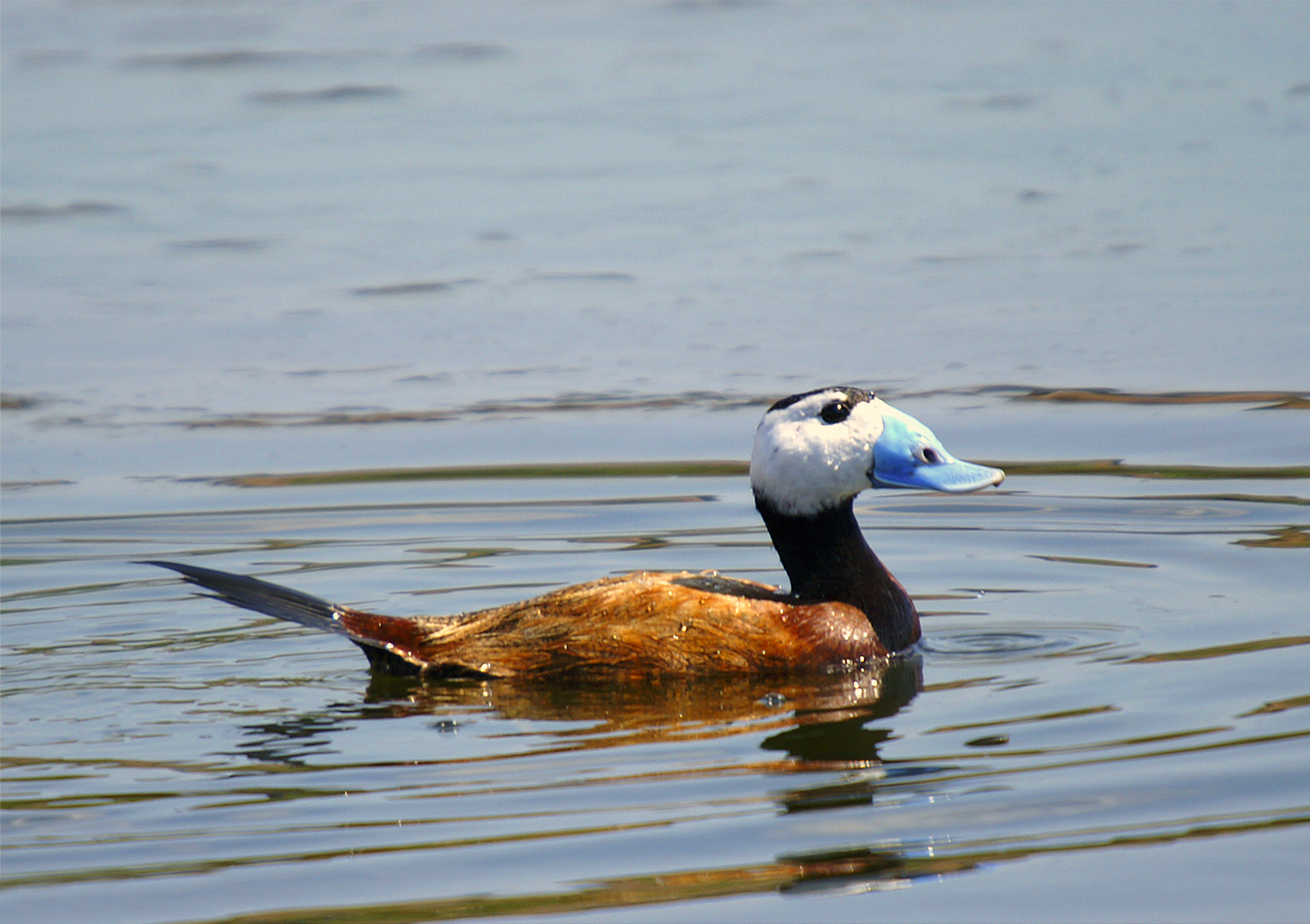
Érismature à tête blanche.
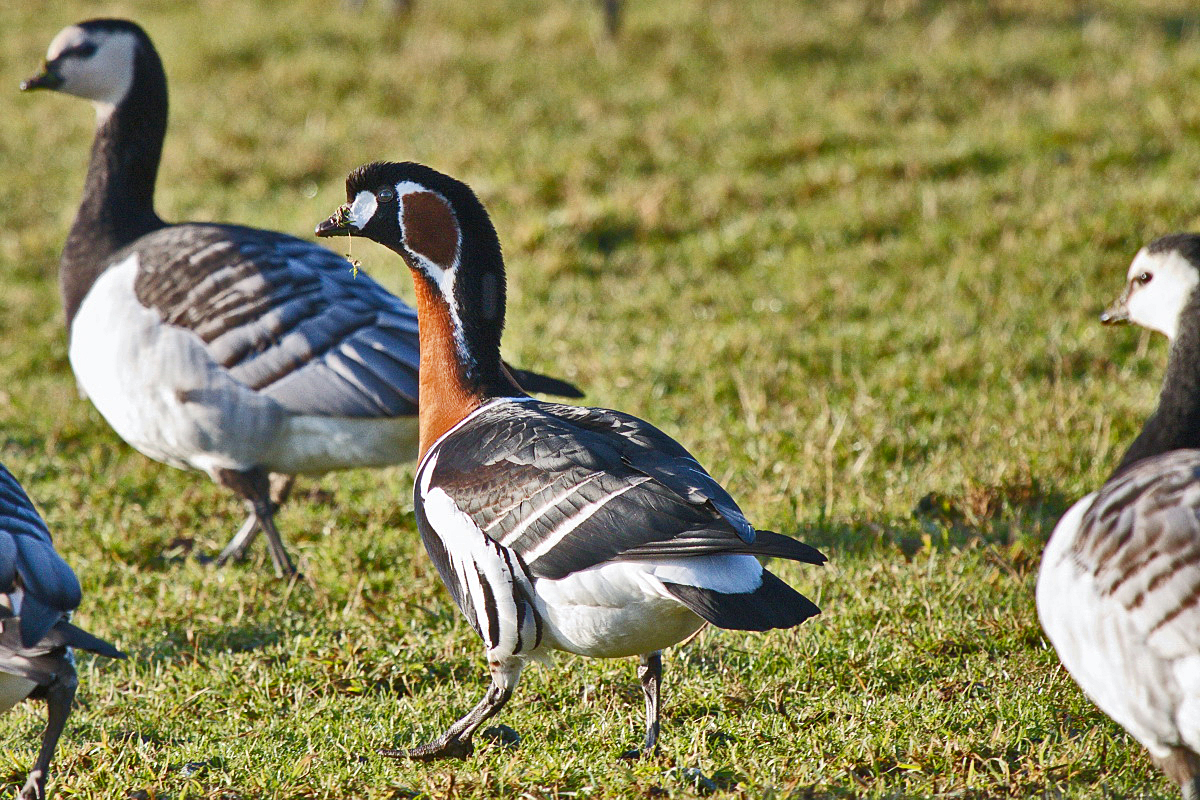
Bernaches à cou roux.

## Flore
La flore du parc ne comprend pas d'espèces endémiques ou considérées comme menacées mais principalement des espèces communément observables dans les zones humides, les sols saumâtres, les milieux dunaires et côtiers méditerranéens. Cependant, certaines espèces rares en Grèce sont soumises à des mesures de conservation, dont les herbiers de posidonies, le Lis maritime (Pancratium maritimum) et le Potamot dense (Groenlandia densa), une espèce subaquatique qui semble être présente nulle part ailleurs en Grèce.

#### Publication générale
- (en) Bob Gibbons, Travellers' Nature Guide Greece, Oxford, Oxford University Press, 2003, 328 p. (lire en ligne), p. 105-112.

#### Publications sur des espèces dans le parc
- (en) Dimitra Bobori, Emmanouil Tsakoumis, Foivos-Alexandros Mouchlianitis, Efthimia Antonopoulou et Konstantinos Ganias, « Growth and Reproductive Ecology of the Endemic Freshwater Fish Alburnus vistonicus Freyhof & Kottelat, 2007 (Actinopterygii: Cyprinidae) in Lake Vistonis System, Northern Greece », Acta Zoologica Bulgarica, vol. 70, no 4,‎ 2018, p. 569-574 (ISSN 0324-0770, lire en ligne).
- (en) Sávas Kazantzídis, María Panagiotopoúlou, Áris Christídis et Eftérpi Patetsíni, « Wintering population and diet of Great Cormorant Phalacrocorax carbo sinensis at the Eastern Macedonia and Thrace National Park, Greece », Cormorant Research Group Bulletin, vol. 8,‎ 2015, p. 569-574 (ISSN 2451-8964, lire en ligne).
- (en) Ruairi Macnamara, Emmanouil Koutrakis, Argyrios Sapounidis, Dimitris Lachouvaris, Fotis Arapoglou, Dimitra Panora et Kieran McCarthy, « Reproductive potential of silver European eels (Anguilla anguilla) migrating from Vistonis Lake (Northern Aegean Sea, Greece) », Mediterranean Marine Science, vol. 15, no 3,‎ 2014, p. 539-544 (ISSN 1108-393X, lire en ligne).
- (en) Maria Schröder, Maria Chatzaki et Sascha Buchholz, « The spider fauna of the Aladjagiola wetland complex (Nestos Delta, north-east Greece): a reflection of a unique zoogeographical transition zone in Europe », Biological Journal of the Linnean Society, vol. 102, no 1,‎ 2011, p. 217-233 (ISSN 0024-4066, lire en ligne).
- (en) Jörg Freyhof et Maurice Kottelat, « Alburnus vistonicus, a new species of shemaya from eastern Greece, with remarks on Chalcalburnus chalcoides macedonicus from Lake Volvi (Teleostei: Cyprinidae) », Ichthyological Exploration of Freshwaters, vol. 18, no 3,‎ 2007, p. 205-212 (ISSN 0936-9902, lire en ligne).